# Helictophanes argillacea
Helictophanes argillacea is een vlinder uit de familie van de bladrollers (Tortricidae). De wetenschappelijke naam van de soort is, als Ruthita argillacea, voor het eerst geldig gepubliceerd in 1976 door John F. Gates Clarke.

## Type
- holotype: "female"
- instituut: USNM, Smithsonian Institution, Washington, U.S.A.
- typelocatie: "Micronesia, Guam"